# Serhij Hajdaj

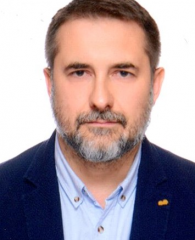
Serhij Hajdaj

Serhij Wolodymyrowytsch Hajdaj (ukrainisch Сергій Володимирович Гайдай; geboren am 6. November 1975 in Sjewjerodonezk) ist ein ukrainischer Politiker.

## Biografie
Serhij Hajdaj, der in Sjewjerodonezk aufgewachsen ist, studierte Ökonomie und war von 2000 bis 2015 in Führungspositionen mehrerer Kiewer Unternehmen tätig. Von 2015 bis 2018 war er Verwaltungsleiter im Rajon Mukatschewo in der Oblast Transkarpatien. Präsident Wolodymyr Selenskyj ernannte ihn am 24. Oktober 2019 zum Militärgouverneur der Oblast Luhansk. Er ging nach Presseberichten gegen die in der verarmten Region stark ausgeprägte Korruption vor. Investitionen in den Straßenbau und die Sanierung von Schulen, Kindergärten und Sportplätzen kennzeichneten seine Amtsführung.
Nach dem russischen Überfall auf die Ukraine am 24. Februar 2022 informierte Hajdaj die internationalen Medien über das Kriegsgeschehen in der Region Luhansk. Er wurde von Präsident Selenskyj für Mut und Einsatz ausgezeichnet. Hajdajs Amtssitz in seiner Geburtsstadt Sjewjerodonezk wurde von russischen Truppen angegriffen. Hajdaj kündigte Ende April 2022 an, dass er damit rechne, im Fall einer russischen Gefangennahme ermordet zu werden. Deshalb werde er, falls sich die ukrainischen Verteidiger aus Sjewjerodonezk zurückziehen, mit ihnen die Stadt verlassen.
Auf eigenen Wunsch wurde Hajdaj am 15. März 2023 von Präsident Selenskyj vom Amt des Militärgouverneurs der Oblast Luhansk entlassen. Es wird vermutet, dass Hajdaj demnächst zum ukrainischen Botschafter in Kasachstan ernannt wird.